# Westphalia (Iowa)
Westphalia ist eine Kleinstadt (mit dem Status „City“) im Shelby County im US-amerikanischen Bundesstaat Iowa. Im Jahr 2010 hatte Westphalia 127 Einwohner, deren Zahl sich bis 2014 geringfügig auf 126 verringerte. Das U.S. Census Bureau hat bei der Volkszählung 2020 eine Einwohnerzahl von 126 ermittelt.

## Geografie
Westphalia liegt im Westen Iowas an der Quelle des Silver Creek, der über den Nishnabotna River und den Missouri zum Stromgebiet des Mississippi gehört.
Die geografischen Koordinaten von Westphalia sind 41°43′11″ nördlicher Breite und 95°23′41″ westlicher Länge. Das Stadtgebiet erstreckt sich über eine Fläche von 0,26 km² und ist Bestandteil der Westphalia Township.
Nachbarorte von Westphalia sind Defiance (17,2 km nordnordöstlich), Kirkman (12,9 km östlich), Harlan (12,8 km südöstlich), Tennant (17 km südsüdwestlich), Portsmouth (15,4 km südwestlich), Panama (7,4 km westlich) und Earling (9,1 km nordnordwestlich).
Die nächstgelegenen größeren Städte sind Sioux City (141 km nordwestlich), Iowas Hauptstadt Des Moines (177 km östlich), Nebraskas größte Stadt Omaha (89,7 km südwestlich) und Nebraskas Hauptstadt Lincoln (170 km in der gleichen Richtung).

## Verkehr
Der in von Nord nach Süd führende U.S. Highway 59 verläuft rund 4 km östlich von Westphalia. Alle weiteren Straßen sind untergeordnete Landstraßen, teils unbefestigte Fahrwege sowie innerörtliche Verbindungsstraßen.
Mit dem Harlan Municipal Airport befindet sich 20 km südsüdöstlich ein kleiner Flugplatz für die Allgemeine Luftfahrt. Der nächste Verkehrsflughafen ist das Eppley Airfield in Omaha (89,3 km südwestlich).

## Geschichte
Der Ort ist 1872 von deutschen Einwanderern gegründet worden. Im November 1875 wurde das Postbüro eröffnet.
Die katholische St. Boniface Church in Westphalia, Iowa wurde in das National Register of Historic Places aufgenommen.

## Bevölkerung
Nach der Volkszählung im Jahr 2010 lebten in Westphalia 127 Menschen in 59 Haushalten. Die Bevölkerungsdichte betrug 488,5 Einwohner pro Quadratkilometer. In den 59 Haushalten lebten statistisch je 2,15 Personen.
Ethnisch betrachtet bestand die Bevölkerung ausschließlich aus Weißen. Unabhängig von der ethnischen Zugehörigkeit waren 3,9 Prozent (fünf Personen) der Bevölkerung spanischer oder lateinamerikanischer Abstammung.
20,5 Prozent der Bevölkerung waren unter 18 Jahre alt, 62,2 Prozent waren zwischen 18 und 64 und 17,3 Prozent waren 65 Jahre oder älter. 49,6 Prozent der Bevölkerung waren weiblich.
Im Jahr 2013 betrug das mittlere jährliche Einkommen eines Haushalts 48.750 USD. Das Pro-Kopf-Einkommen lag bei 22.864 USD. 2,8 Prozent der Einwohner lebten unterhalb der Armutsgrenze.